# Stiska (sura)
Stiska (arabsko Al-Ghashiya) je 88. sura (poglavje) v Koranu, ki jo sestavlja 26 ajatov (verzov). Je meška sura.
Med opravljanjem molitve (salata oz. namaza) pri tej suri verniki opravijo 1 ruku' (priklon).